# 장태유
장태유(1972년 ~ )는 SBS 드라마본부의 프로듀서이다. 그의 형은 같은 SBS 드라마본부 소속의 장혁재 프로듀서이다.

## 학력
- 서울대학교 산업디자인학과 학사

## 생애

### 어린 시절
장태유는 1972년 서울에서 태어났다. 1992년 서울대학교 산업디자인과에 입학해 1998년 가을학기때 졸업했다. 군제대후 휴학시절 대학 동기랑 cd롬 사업을 같이 했으나 당시에 돈을 벌지 못해 1년만 하고 그만 두었다.  서울대학교 시절 '풀브라이트 장학금' 과 '로터리 장학금'에 도전했으나 실패했다.

### 경력
원래 꿈은 드라마 PD가 아닌 CF감독이었으나 IMF로 여파로 광고 회사의 신규채용이 없어지자 SBS에서 일하고 있던 형 장혁재PD의 권유로 1998년 SBS 시험에 응시해  7기 공채 드라마본부 PD가 되었다. 1999년 드라마 《토마토》의 조연출로 첫 발을 내딛었다. 그리고 같은해 서영명 작가의 《맛을 보여드립니다》에 합류했다. 그러나 3개월 만에 교체되는 아픔을 겪었다. 2002년 《해뜨는 집》의 조연출을 맡은 뒤로 아침, 일일, 주말 등 다양한 장르에서 조연출로 활동하게 되었다.
2005년에는 《불량 주부》에서 공동연출 자격으로 야외촬영을 맡게 됐고, 2006년이 되어서야 《101번째 프로포즈》를 통해 첫 메인 연출을 할 수 있게 되었다.
2007년 《쩐의 전쟁》, 2008년 《바람의 화원》, 2011년 《뿌리깊은 나무》를 히트시키며 스타 PD로 발돋음 하였다.
2011년 《뿌리깊은 나무》가 훈민정음 반포를 배경으로 하여, 배경에 큰 관심을 얻었던 팩션 사극물이므로, 한글 발전의 공로를 인정받아 문화체육관광부 장관상을 받았고 2012년에는 대한민국콘텐츠대상 대통령상을 수상하기도 했다.
2012년 1학기부로 서울종합예술학교 연기예술학부 겸임교수로 임명됐으며, 방송연예과, 연극과 전공 학생들을 대상으로 TV연기실습, 카메라연기, 연기론 등의 수업을 진행하고 있다. 2014년 올림픽공원 올림픽홀에서 열린 2014학년도 서울종합예술학교 입학식에서 학교를 빛낸 교수에게 수여하는 SAC예술상을 수여했다. 2013년~2014년에 연출한 《별에서 온 그대》는 전 세계 40여개 국에서 선풍적인 인기를 누렸다. 2014년 7월 SBS에 2년 휴직계를 내고 중국으로부터 다양한 러브콜을 받아 한류스타가 출연하는 중국 영화 제작에 나섰다.

## 작품

### 연출작
- 2005년 SBS 월화드라마 《불량 주부》
- 2006년 SBS 월화드라마 《101번째 프러포즈》
- 2007년 SBS 수목드라마 《쩐의 전쟁》
- 2008년 SBS 수목드라마 《바람의 화원》
- 2011년 SBS 수목드라마 《뿌리깊은 나무》
- 2013년~2014년 SBS 수목드라마 《별에서 온 그대》
- 2020년 SBS 금토드라마 《하이에나》
- 2021년 SBS 월화드라마 《홍천기》
- 2024년 MBC 금토드라마 《밤에 피는 꽃》
- 2025년 tvN 토일드라마 《폭군의 셰프》

### 조연출작
- 1999년 SBS 수목드라마 《토마토》
- 1999년 SBS 월화드라마 《맛을 보여드립니다》
- 2001년~2002년 SBS 월화드라마 《여인천하》
- 2002년 SBS 월화드라마 《해뜨는 집》
- 2003년 SBS 수목드라마 《때려》

## 수상 경력
| 연도   | 수상 경력 |
| ------ | --- |
| 2008년 | - 제35회 한국방송대상 TV연출상 - 쩐의 전쟁 - 제44회 백상예술대상 TV드라마부문 작품상 - 쩐의 전쟁 - 제41회 휴스턴필름페스티벌 TV시리즈부문 대상 - 쩐의 전쟁 - 금융감독원 표창장 - 쩐의 전쟁                           |
| 2009년 | - 방송통신위원회 방송대상 창의발전프로그램상 - 바람의 화원 - 제36회 한국방송대상 작품상 - 바람의 화원 |
| 2010년 | - 제43회 휴스턴 국제필름페스티벌 드라마부문 은상 - 바람의 화원 - 제16회 상하이 TV페스티벌 아시안 TV시리즈 특별상 - 바람의 화원                                                                                       |
| 2011년 | - 문화체육관광부장관 표창 - 뿌리깊은 나무 - 한글사랑문화연대 한글지킴이상 - 뿌리깊은 나무 |
| 2012년 | - 한국PD연합회 한국PD대상 드라마부문 작품상 - 뿌리깊은 나무 - 대한민국 콘텐츠 대상 방송영상그랑프리부문 대통령상 - 제48회 백상예술대상 TV부문 대상 - 뿌리깊은 나무 - 제5회 코리아드라마어워즈 연출상 - 뿌리깊은 나무 |
| 2014년 | - 서울종합예술학교 SAC예술상 - 제3회 에이판 스타 어워즈 연출상 - 별에서 온 그대 |

## 일화
SBS 드라마 《올인》과 《여인천하》조연출 자리를 놓고 SBS 공채 7기 동기인 김형식PD와 가위바위보를 했는데 패하는 바람에 여인천하의 조연출을 맡게 되었다.